# 小行星3494
小行星3494，又称为紫金山星，是由紫金山天文台在1980年12月7日发现的主带小行星。
小行星3494以紫金山天文台的所在地南京市紫金山命名。和位于主带内侧靠近灶神星附近的V-型小行星一样，它也是一颗灶神星族小行星。